# Джей Келлі
«Джей Келлі» (англ. Jay Kelly) — англо-італо-американський трагікомедійний дорожній фільм 2025 року, зрежисований і написаний Ноа Баумбаком. Ролі виконав суттєвий ансамбль (близько 70 акторів), на чолі якого — Джордж Клуні та Адам Сендлер.
Прем'єра фільму відбудеться у вересні 2025 року, в основній конкурсній програмі 82-го Венеційського кінофестивалю. 5 грудня того ж року «Джей Келлі» презентують в потоковому сервісі Netflix.

## Сюжет
Кінозірка Джей Келлі досягнув 60-річної вікової позначки. Через насичену кар'єру він віддалився від обох доньок. Раптово помирає режисер, який відкрив його для світу кіно. Келлі та його відданий менеджер Рон вирушають у подорож Європою, під час якої переосмислюють життєві рішення, стосунки з рідними людьми та спадщину, яку залишать після себе…

## У ролях
- Джордж Клуні — Джей Келлі
- Адам Сендлер — Рон
- Лора Дерн — Ліз, публіцистка Джея
- Біллі Крудап
- Стейсі Кіч — батько Джея
- Райлі Кіо — старша донька Джея
- Емілі Мортімер
- Патрік Вілсон
- Ніколь Леккі
- Таддеа Грем
- Джим Бродбент
- Ів Г'юсон
- Альба Рорвакер
- Ленні Генрі
- Джош Гемілтон
- Ґрета Ґервіґ — дружина Рона
- Айла Фішер
- Джеймі Дімітріу
- Луїс Партрідж
- Чарлі Роу
- Паркер Соєрс
- Петсі Ферран
- Ларс Айдінгер
- Кайл Соллер
- Том Френсіс
- Джованні Еспозіто

## Створення
Про початок роботи над новим фільмом Ноа Баумбака для Netflix було оголошено в грудні 2023 року. Після двозначних відгуків на попередній фільм режисера «Білий шум» Баумбак увійшов у стадію «тихої кризи». Одним із факторів повернення режисера в кіно стала натхненна робота зі співавторкою сценарію, акторкою Емілі Мортімер. Баумбак і Мортімер наповнили сценарій численними відсиланнями до кінокласики, зокрема доробку Альфреда Гічкока та комедії Престона Стерджеса «Мандри Саллівана».
Роль Джея Келлі мав зіграти Бред Пітт, проте він був зайнятий у «F1 Фільм». Джордж Клуні погодився на цю роль протягом доби після того, як ознайомився зі сценарієм, проте тривожився через улюблену режисерську тактику Баумбака з перезніманням великої кількості дублів для однієї сцени: «Ноа, слухай, я в захваті від сценарію. Я в захваті від тебе, але мені 63 роки, чуваче — 50 дублів я не потягну. Мені це не до снаги. Мій акторський регістр розтягується від А до Б» — казав Клуні. Про роль Джея Келлі актор казав:
|  | У моїй ситуації, у моєму віці, таку роль ще треба пошукати. Якщо зі старінням немає примирення, треба йти з професії та просто зникнути. Якщо я тепер у кадрі женусь за поганцем, це викликає сміх, а не напругу. Все нормально. Я прийняв це. |

Адам Сендлер висловлювався про сценарій так: «Як людина, яка має подібне до Джея Келлі життя, можу сказати, що це шалено точна сценарна репрезентація. Деякі зі сцен були настільки важкими, що я просто сідав і концентрувався, якийсь час не відповідаючи на дзвінки».
Знімальний процес пройшов у березні—квітні 2024 року в Нью-Йорку, Лондоні та П'єнці. За візуальне рішення фільму відповідав оператор Лінус Сандгрен, який фільмував стрічку на кіноплівку шириною 35 мм.

## Сприйняття
Голова Netflix Скотт Стубер порівняв «Джея Келлі» з «Джеррі Магвайром», назвавши його «прекрасним життєствердним фільмом з двома великими кінозірками». Після тестового показу в квітні 2025 року журналісти відзначали акторську роботу Адама Сендлера, який «перетягнув всю глядацьку увагу на себе» — «смішного, зворушливого та сумного в ролі жалюгідного менеджера». Критик Vanity Fair Девід Кенфілд назвав роботу Джорджа Клуні «найбільш вразливою в його кар'єрі», а Адама Сендлера — «дороговказним серцебиттям фільму». Сам Клуні погодився з критиками щодо роботи Сендлера: «Цей фільм найбільше з усіх демонструє, який він прекрасний, щиросердний, душевний актор, не тільки хороший комік».